# بولشايا أتنيا (تاتارستان)
بولشايا أتنيا (بالروسية: Большая Атня) هي مدينة في جمهورية تتارستان في روسيا.